# Oreské (okres Michalovce)
Oreské je obec na Slovensku, v okrese Michalovce v Košickém kraji. Žije v něm 474 obyvatel.

## Historie
Území obce Oreské bylo osídleno již v neolitu, nachází se zde pozůstatky sídliště bukovohorské kultury a slovanské osídlení z 11.–12. století.
První písemná zmínka o Oreském pochází z roku 1358 a vesnice je v ní uvedena jako Orozka. Další historické názvy jsou Oreska (1773) a Oreskáč (1808). V roce první zmínky patřila osada zemanům, později patřila k panství Michlovce-Tibava. 
V roce 1427 byla vesnice daněna z jedenácti port. V roce 1715 zde byly vinice, sedmnáct opuštěných a osm obydlených domácností. V roce 1787 v obci žilo v 39 domech a 284 obyvatel, v roce 1828 žilo v 64 domech 469 obyvatel, kteří se živili uhlířstvím a zemědělstvím, do 18. století také vinařstvím. Až do 20. století patřily vesnické statky rodiu Sztárayů.

## Přírodní poměry
Vesnice se nachází asi jedenáct kilometrů severně od Michalovců, pět kilometrů jihovýchodně od Strážského a devět kilometrů jižně od Humenného.
Obec leží na styku severní části Východoslovenské nížiny s Humenskými vrchy v údolí potoka Turský jarok. Nadmořská výška se pohybuje v rozmezí 140–485 m, střed obce je ve výšce 165 m. Jižní část území má pahorkatinný povrch tvořený terciérními usazeninami, na severu je povrch vrchovinný až hornatý tvořen druhohorními horninami, východní část je tvořena terciérními andezity a jejich pyroklastiky.
Na západě sousedí s obcí Staré, na jihozápadě s obcí Zbudza, na jihovýchodě s obcí Trnava pri Laborci, na východě s obcí Porúbka, na severovýchodě s obcí Chlmec, na severu s obcí Jasenov. V obci se nachází rybník, kamenolom, lidově nazývaný vápenka.

## Pamětihodnosti
Řeckokatolický kostel Ochrany Nejsvětější Bohorodičky, jednolodní barokně-klasicistní stavba s půlkruhovým zakončením kněžiště a věží, z konce 18. století. Vnitřek kostela je zaklenut pruskými klenbami. Fasády kostela jsou hladké se segmentově zakončenými okny, věž má skosené hrany, je zakončena zvonovou helmicí s lucernou.
Římskokatolický kostel svatého Josefa, jednolodní pozdně klasicistní stavba s pravoúhlým zakončením kněžiště a věží představěné v do štítového průčelí, pocházející z roku 1833. V roce 1934 byl renovován. Interiér je klenutý valenou klenbou. Průčelí kostela jsou hladká s jednoduchými okny, věž vyrůstá ze stupňovitého štítového průčelí v podobě opěráku, je zakončena atypickou nízkou jehlancovou helmicí a římsou s mřížovou balustrádou.